# Myrmeleon cavipennis
Myrmeleon cavipennis är en insektsart som beskrevs av Navás 1917. Myrmeleon cavipennis ingår i släktet Myrmeleon och familjen myrlejonsländor. Inga underarter finns listade i Catalogue of Life.